# Ravnenes Saga
Ravnenes Saga är det danska viking metal/folk metal-bandet Svartsots debutalbum. Albumet utgavs november 2007 av skivbolaget Napalm Records.

## Låtlista
1. "Gravøllet" (Cris J.S. Frederiksen) – 4:36
2. "Tvende Ravne" (Frederiksen/Michael Lundquist Andersen) – 4:14
3. "Nidvisen" (Frederiksen) – 4:35
4. "Jotunheimsfærden" (Frederiksen) – 4:03
5. "Bersærkergang" (Frederiksen/Lundquist Andersen) – 4:42
6. "Hedens Døtre" (Claus B. Gnudtzmann/Frederiksen) – 4:13
7. "Festen" (Frederiksen/Lundquist Andersen) – 3:14
8. "Spillemandens Dåse" (Frederiksen) – 3:40
9. "Skovens Kælling" (Frederiksen) – 3:03
10. "Skønne Møer" (Frederiksen) – 4:21
11. "Brages Bæger" (Frederiksen/Lundquist Andersen) – 3:05
12. "Havets Plage" (Frederiksen) – 2:16

Bonusspår (limited edition)
1. "Drekar" – 4:12
2. "Hævnen" – 3:43

## Medverkande
Svartsot
- Claus B. Gnudtzmann – sång
- Cris J.S. Frederiksen – elgitarr, akustisk gitarr, mandolin, bakgrundssång
- Stewart C. Lewis – flöjt, plåtvissla, bodhran, bakgrundssång
- Michael Lundquist Andersen – gitarr, bakgrundssång
- Martin Kielland-Brandt – basgitarr
- Niels P. Thøgersen – trummor, percussion, bakgrundssång

Andra medverkande
- Jacob Hansen – producer, inspelning, mixning
- Michael Hansen – inspelning
- Peter In de Betou – mastering
- Jan "Örkki" Yrlund – omslagsdesign
- Bardur Eklund – foto